# Liste der Länderspiele der Futsalnationalmannschaft von Curaçao
Die nachfolgende Liste enthält alle Länderspiele der Futsalnationalmannschaft von Curaçao der Männer, die der Fußballverband von Curaçao, die Federashon Futbòl Kòrsou (FFK), im Jahr 2015 gegründet hat. Futsal ist die einzige von der FIFA anerkannte Variante des Hallenfußballs. Bisher wurden sieben Länderspiele ausgetragen.

## Länderspielübersicht
Legende
- Erg. = Ergebnis
- n. V. = nach Verlängerung
- i. S. = im Sechsmeterschießen
- abg. = Spielabbruch
- H = Heimspiel
- A = Auswärtsspiel
- * = Spiel auf neutralem Platz
- Hintergrundfarbe grün = Sieg
- Hintergrundfarbe gelb = Unentschieden
- Hintergrundfarbe rot = Niederlage

| Nr.                    | Datum      | Erg. | Gegner              |   | Austragungsort                                | Anlass                                     | Bemerkungen |
| ---------------------- | ---------- | ---- | ------------------- | - | --------------------------------------------- | ------------------------------------------ | --- |
| 1                      | 22.01.2016 | 5:2  | Guyana              | * | Havanna (CUB), Sala Polivalente Kid Chocolate | CONCACAF-Meisterschaft 2016- Qualifikation | Erstes Spiel auf neutralem Platz Erster Sieg Erster Sieg auf neutralem Platz Erstes Länderspiel gegen Guyana                    |
| 2                      | 23.01.2016 | 5:0  | Antigua und Barbuda | * | Havanna (CUB), Sala Polivalente Kid Chocolate | CONCACAF-Meisterschaft 2016- Qualifikation | Höchster Sieg Höchster Sieg auf neutralem Platz Erstes Länderspiel gegen Antigua und Barbuda                                    |
| 3                      | 24.01.2016 | 3:2  | Trinidad und Tobago | * | Havanna (CUB), Sala Polivalente Kid Chocolate | CONCACAF-Meisterschaft 2016- Qualifikation | Erstes Länderspiel gegen Trinidad und Tobago                                                                                    |
| 4                      | 26.01.2016 | 0:5  | Kuba                | A | Havanna (CUB), Sala Polivalente Kid Chocolate | CONCACAF-Meisterschaft 2016- Qualifikation | Erstes Auswärtsspiel Erste Niederlage Erste Auswärtsniederlage Erstes Länderspiel gegen Kuba                                    |
| 5                      | 08.05.2016 | 1:1  | Kuba                | * | San José (CRC), BN Arena                      | CONCACAF-Meisterschaft 2016- Endrunde      | Erstes Unentschieden Erstes Unentschieden auf neutralem Platz Höchstes Unentschieden Höchstes Unentschieden auf neutralem Platz |
| 6                      | 09.05.2016 | 4:7  | Kanada              | * | San José (CRC), BN Arena                      | CONCACAF-Meisterschaft 2016- Endrunde      | Erste Niederlage auf neutralem Platz Höchste Niederlage Höchste Niederlage auf neutralem Platz Erstes Länderspiel gegen Kanada  |
| 7                      | 10.05.2016 | 3:6  | Costa Rica          | A | San José (CRC), BN Arena                      | CONCACAF-Meisterschaft 2016- Endrunde      | Höchste Auswärtsniederlage Erstes Länderspiel gegen Costa Rica                                                                  |
| Stand: 27. August 2018 |            |      |                     |   |                                               |                                            | |

## Statistik
In der Statistik werden nur die offiziellen Länderspiele berücksichtigt.
Legende
- Sp. = Spiele
- Sg. = Siege
- Uts. = Unentschieden
- Ndl. = Niederlagen
- Hintergrundfarbe grün = positive Bilanz
- Hintergrundfarbe gelb = ausgeglichene Bilanz
- Hintergrundfarbe rot = negative Bilanz

### Gegner
| Land                | Kontinentalverband | Sp. | Sg. | Uts. | Ndl. | Torverhältnis |
| ------------------- | ------------------ | --- | --- | ---- | ---- | ------------- |
| Antigua und Barbuda | CONCACAF           | 1   | 1   | 0    | 0    | 5:0           |
| Costa Rica          | CONCACAF           | 1   | 0   | 0    | 1    | 3:6           |
| Guyana              | CONCACAF           | 1   | 1   | 0    | 0    | 5:2           |
| Kanada              | CONCACAF           | 1   | 0   | 0    | 1    | 4:7           |
| Kuba                | CONCACAF           | 2   | 0   | 1    | 1    | 1:6           |
| Trinidad und Tobago | CONCACAF           | 1   | 1   | 0    | 0    | 3:2           |
| Gesamt              | Gesamt             | 7   | 3   | 1    | 3    | 21:23         |

### Kontinentalverbände
| Kontinentalverband                 | Sp. | Sg. | Uts. | Ndl. | Torverhältnis |
| ---------------------------------- | --- | --- | ---- | ---- | ------------- |
| AFC (Asien)                        | 0   | 0   | 0    | 0    | 0:0           |
| CAF (Afrika)                       | 0   | 0   | 0    | 0    | 0:0           |
| CONCACAF (Nord- und Mittelamerika) | 7   | 3   | 1    | 3    | 21:23         |
| CONMEBOL (Südamerika)              | 0   | 0   | 0    | 0    | 0:0           |
| OFC (Ozeanien)                     | 0   | 0   | 0    | 0    | 0:0           |
| UEFA (Europa)                      | 0   | 0   | 0    | 0    | 0:0           |
| Gesamt                             | 7   | 3   | 1    | 3    | 21:23         |

### Anlässe
| Anlass                                      | Sp. | Sg. | Uts. | Ndl. | Torverhältnis |
| ------------------------------------------- | --- | --- | ---- | ---- | ------------- |
| CONCACAF-Meisterschaft-Endrundenspiele      | 3   | 0   | 1    | 2    | 08:14         |
| CONCACAF-Meisterschaft-Qualifikationsspiele | 4   | 3   | 0    | 1    | 13:90         |
| Freundschaftsspiele                         | 0   | 0   | 0    | 0    | 0:0           |
| Gesamt                                      | 7   | 3   | 1    | 3    | 21:23         |

### Spielarten
| Spielart                       | Sp. | Sg. | Uts. | Ndl. | Torverhältnis |
| ------------------------------ | --- | --- | ---- | ---- | ------------- |
| Heimspiele (H)                 | 0   | 0   | 0    | 0    | 0:0           |
| Spiele auf neutralem Platz (*) | 5   | 3   | 1    | 1    | 18:12         |
| Auswärtsspiele (A)             | 2   | 0   | 0    | 2    | 03:11         |
| Gesamt                         | 7   | 3   | 1    | 3    | 21:23         |

### Austragungsorte
| Austragungsort | Land       | Sp. | Sg. | Uts. | Ndl. | Torverhältnis |
| -------------- | ---------- | --- | --- | ---- | ---- | ------------- |
| Havanna        | Kuba       | 4   | 3   | 0    | 1    | 13:90         |
| San José       | Costa Rica | 3   | 0   | 1    | 2    | 08:14         |
| Gesamt         | Gesamt     | 7   | 3   | 1    | 3    | 21:23         |

### Spielergebnisse
|      | Gegentore | Gegentore | Gegentore | Gegentore | Gegentore | Gegentore | Gegentore | Gegentore |
| Tore | 0         | 1         | 2         | 3         | 4         | 5         | 6         | 7         |
| ---- | --------- | --------- | --------- | --------- | --------- | --------- | --------- | --------- |
| 0    | -         | -         | -         | -         | -         | 1         | -         | -         |
| 1    | -         | 1         | -         | -         | -         | -         | -         | -         |
| 2    | -         | -         | -         | -         | -         | -         | -         | -         |
| 3    | -         | -         | 1         | -         | -         | -         | 1         | -         |
| 4    | -         | -         | -         | -         | -         | -         | -         | 1         |
| 5    | 1         | -         | 1         | -         | -         | -         | -         | -         |